# Frédéric Fortamps
Frédéric-Charles-Léon Fortamps, né le 15 février 1811 à Bruxelles et mort le 10 août 1898 à Saint-Gilles, est un financier et homme politique belge. 

## Biographie
Frédéric Fortamps est le fils d'Étienne Fortamps et de Louise Thienpont. Marié avec Octavie Prévinaire, fille de Théodore Prévinaire et de Marie-Aldegonde de Hemptinne, et belle-sœur d'Eugène Prévinaire, il est le père de l'avocat Frédéric Fortamps, ainsi que le beau-père du comte Alfred et de Léonce de Bueren (nl), et d'Émile Pirmez (père du baron Maurice Pirmez et frère d'Octave Pirmez).
Après des études de droit à l'Université libre de Bruxelles (1839-1840), sur les traces de son père, il s'investit dans l'industrie, devenant directeur de la Compagnie des chemins de fer des bassins houillers du Hainaut et des Assurances mutuelles contre l'Incendie « Sûreté et Repos », administrateur de la Compagnie de laines peignées (Verviers), de la Société linière de Saint-Léonard, de la Société anonyme des mines et usines de Hof-Pilsen-Schwarzenberg, de la Société générale d'exploitation de chemins de fer, président de la Société des Actions Réunies, commissaire des Hauts-Fourneaux de Pommerœuil, de la Société linière de Gand et de la Compagnie immobilière de Belgique. Il installe une filature de coton à Buizingen avec son belle-famille.
En 1848, il co-fonde l'Association belge pour la liberté commerciale, sous la présidence de Charles de Brouckère, et en est le trésorier. En 1847, cette association organise un congrès international des économistes à Bruxelles. Outre de nombreux commerçants libres, Karl Marx (alors vivant à Bruxelles) a également assisté à la conférence. Il devient également membre de la Société internationale des études pratiques d'économie sociale et du comité central bruxellois de l'Association internationale pour les réformes douanières.
De juin 1859 à juin 1878, Fortamp est sénateur libéral du quartier bruxellois. Il a été membre du Comité des finances (1859-1878) et du Comité de l'agriculture, de l'industrie et du commerce (1858-1877). Il a été vice-président et président de ce dernier pendant plusieurs années.
Également banquier, il est directeur (1863-1873) puis gouverneur (1873-1876) de la Banque de Belgique, deuxième banque du pays qui avait été fondée en 1835 par Charles de Brouckère en tant que contrepoids « belge » à l'« orangiste » Société générale de Belgique.
Il est le commissaire plénipotentiaire de la Belgique à la signature de la convention monétaire de l'Union latine en 1865.
Membre de la Cour royale de Bruxelles, de l'Office national de Réduction de Bruxelles (1851-1860), de la Chambre de commerce de Bruxelles, de la Commission permanente des associations d'entraide et du conseil de surveillance de la Caisse des Dépôts et Consignations, président du Tribunal de commerce de Bruxelles, il est administrateur de la Caisse générale d'épargne et de retraite et de la Compagnie de Bruxelles, trésorier du conseil de surveillance du Refuge des Ursulines (1834-1878).
Il était propriétaire d'un hôtel particulier, avenue de la Toison d'Or n°30-38 à Ixelles.

## Fonctions et mandats
- Sénateur : 1859-1878
- Directeur du Musée de l'industrie (Bruxelles)
- Gouverneur de la Banque de Belgique : 1873-1876
- Président du Tribunal de commerce de Bruxelles : 1859-1861
- Président de la commission belge à l'exposition universelle de 1862
- Président de la commission belge l'exposition universelle de 1867

## Distinctions
- Commandeur de l'ordre de Léopold
- Croix commémorative
- Chevalier de l'ordre du Lion néerlandais
- Grand-cordon de l'ordre de la Maison ernestine de Saxe
- Grand-cordon de l'ordre du Faucon Blanc de Saxe-Weimar-Eisenach
- Grand-cordon de l'ordre du Christ de Portugal
- Grand officier de la Légion d'honneur